# David Hunter Hubel
David Hunter Hubel (Windsor, 27 de febrero de 1926-Lincoln, 22 de septiembre de 2013) fue un neurofisiólogo canadiense.
Nació en Windsor Canadá. Su abuelo paterno emigró desde Baviera hacia los Estados Unidos. Luego su familia se trasladó a Montreal. Hubel estudió en la Universidad McGill en Montreal, se doctoró en Medicina en 1951. Trabajó inicialmente en el Instituto de Neurología de Montreal y posteriormente en la Universidad Johns Hopkins en Baltimore. En 1953 se nacionalizó estadounidense. En 1960 se incorpora en el Departamento de Neurofisiología de la Universidad Harvard. Obtiene el Premio Nobel de Fisiología o Medicina en 1981 compartido con Torsten Nils Wiesel y Roger Wolcott Sperry, por sus trabajos sobre la fisiología de la corteza cerebral, específicamente aquella parte del cerebro que se relaciona con la visión. Sperry recibió el premio por demostrar que los hemisferios cerebrales controlan funciones especializadas. En español ha publicado su obra "Ojo, cerebro y visión". Murcia: Ediciones de la Universidad de Murcia, 2000.